# Judith Guest
Judith Ann Guest (* 29. März 1936 in Detroit, Michigan) ist eine US-amerikanische Schriftstellerin.

## Leben
Judith Ann Guest ist die Großnichte des US-amerikanischen Poeten Edgar Guest. Sie besuchte die Mumford High School in Detroit und machte ihren Abschluss 1954 an der Dondero High School in Royal Oak, Michigan. Sie studierte Psychologie und Englisch an der University of Michigan. Anschließend arbeitete sie einige Jahre als Lehrerin an einer öffentlichen Schule, bevor sie sich komplett dem Schreiben widmete. Mit Ordinary People erschien 1976 ihr erster Roman, welcher 1977 mit dem Titel Eine ganz normale Familie übersetzt wurde. Das von Robert Redford verfilmte Familiendrama wurde 1980 veröffentlicht. Eine ganz normale Familie gewann bei der Oscarverleihung 1981 als Bester Film, für die Beste Regie, das Beste adaptierte Drehbuch und mit Timothy Hutton als Bester Nebendarsteller vier Oscars.

## Werke
- 1976: Ordinary People
  - 1977: Eine ganz normale Familie (Rowohlt Verlag)
- 1982: Second Heaven
- 1988: Killing Time in St. Cloud (mit Rebecca Hill)
- 1988: The Mythic Family (Essay)
- 1997: Errands
- 2004: The Tarnished Eye